# Filippo Titi
Filippo Titi (Città di Castello, 1639 – Città di Castello, 23 ottobre 1702) è stato un abate e storico dell'arte italiano.
Protonotario apostolico della Chiesa cattolica, è noto per il suo inventario del contenuto artistico delle chiese di Roma, intitolato Studio di Pittura scoltura et architettura nelle Chiese di Roma, edito da Mancini nel 1674.

## Biografia
Titi nacque a Città di Castello in Umbria. Studiò arte con Virgilio Ducci, pittore di epoca barocca allievo di Francesco Albani. 
Lo Studio di Titi fu ripubblicato da Giuseppe Vannacci nel 1686. Fu poi dedicato al cardinale Gaspero di Carpegna, il vicario papale. L'indice di Titi elenca circa 275 chiese. Le sezioni includono parte del contesto della fondazione della chiesa, e le descrizioni dell'interno sono concise; tuttavia, c'è spazio per commenti acuti come quando afferma che per ottenere il travertino usato per costruire il Palazzo della Cancelleria fu demolita quasi la metà del Colosseo così come l'intero arco dell'imperatore Gordiano. Nella sua introduzione sottolinea come questo libro sia stato in parte utilizzato come guida per la crescente folla di visitatori venuti a Roma come pellegrini o turisti del Grand Tour. Il libro è stato ripubblicato nel corso degli anni. Una guida simile per Firenze era stata pubblicata quasi un secolo prima da Francesco Bocchi.

## Riferimenti
Un'altra guida del XIX secolo di Roma, maggiormente concentrata sull'antichità, è stata pubblicata da Carlo Fea.
Vedi Giro delle Sette Chiese per altre guide antecedenti o approssimativamente contemporanee.